# Axel Axelson
Carl Axel Hampus Axelson (24. oktober 1854 i Stockholm — 10. april 1892 i Lund) var en svensk maler.
Axelson, der var uddannet på kunstakademiet i Stockholm og i Düsseldorf, var især arkitekturmaler: kirkeinteriører fra Rhin-egnen, motiver fra Italien og Nordafrika. Han malede mest med vandfarve.